# Dominique van Hulst
Dominique Rijpma van Hulst (* 7. September 1981 in Valkenswaard bei Eindhoven), Künstlername Do, ist eine niederländische Sängerin.

## Leben
Bereits als Dreijährige fing Dominique an, Tennis zu spielen. Nach der Scheidung ihrer Eltern heiratete ihre Mutter einen bekannten Tennistrainer. Eine erfolgreiche Tenniskarriere wurde auf Grund vieler schwerer Verletzungen nicht erreicht, weshalb sie mit 15 Jahren ihr Ziel änderte und Sängerin werden wollte. Schon ihr erster Auftritt brachte ihr einen Plattenvertrag ein, und in kürzester Zeit brachte sie es ins Vorprogramm von Five und Montell Jordan. Trotzdem blieb der Charterfolg in den Anfangsjahren aus.
Ihr Durchbruch kam 2001/2002, als sie mit DJ Sammy und Yanou ein Remake des US-Nummer-1-Hits Heaven von Bryan Adams aus dem Jahr 1984 veröffentlichte. Auch diesmal wurde das Lied wieder ein Nummer-1-Hit, diesmal in Großbritannien, aber auch in den USA und in Deutschland erreichten sie die Top 10 der Hitparaden.
Dafür wurde sie auch mit einem World Music Award für den erfolgreichsten niederländischen Interpreten ausgezeichnet.
Anfang 2004 sang sie dann im Duett mit dem niederländischen Star Marco Borsato den Titel Voorbij und sie belegten damit drei Wochen lang Platz 1 in den Niederlanden.
An den Erfolg anknüpfen konnte sie in ihrer Heimat mit ihrem Debütalbum Do, das im selben Jahr erschien. Das Album selbst erreichte Platz 3 der Charts, und es warf mit Love Is Killing Me, Angel by My Side und dem Weihnachtshit Everyday Is Christmas drei Top-10-Hits ab.
An einem weiteren niederländischen Nummer-1-Hit war sie 2005 beteiligt, als sich eine Reihe von Künstlern zu einer Benefizsingle für die Opfer der Tsunami-Katastrophe im Indischen Ozean als Artiesten voor Azië zusammenschlossen.
In den Niederlanden wurde sie zur etablierten Künstlerin, was sie 2006 mit dem Top-10-Album Follow Me unter Beweis stellte; international konnte sie nicht mehr an den Erfolg von Heaven anknüpfen.
Am 7. Juli 2007 heiratete Do ihren damaligen Freund Marc Verschoor, mit dem sie seit 2003 eine Beziehung gehabt hatte. Im Mai 2010 trennten sie sich, kamen aber 2012 wieder zusammen. Am 2. Januar 2014 brachte van Hulst ihren gemeinsamen Sohn zur Welt.
Am 4. Februar 2015 veröffentlichte van Hulst nach langer Pause ihr Album Uncovered – Studio Sessions. Vom 7. Februar bis 17. April 2015 war sie mit dem Album auf Theater-Tournee in den Niederlanden.

## Diskografie
Alben
- 2004: Do
- 2006: Follow Me
- 2010: Zingen in het donker
- 2011: Bubbles and bells
- 2014: Drie kleine kleutertjes en een dappere dodo
- 2015: Uncovered - Studio Sessions

Singles
- 2000: Real Good
- 2001: Heaven (DJ Sammy & Yanou feat. Do)
- 2002: On and On (Yanou feat. Do)
- 2003: Heaven (Unplugged)
- 2004: Voorbij (Duett mit Marco Borsato)
- 2004: Love Is Killing Me
- 2004: Angel By My Side
- 2004: Everyday Is Christmas
- 2006: Follow Me
- 2006: Beautiful Thing
- 2006: Sending Me Roses
- 2007: I Will
- 2008: On the topshelf
- 2009: Zingen in het donker
- 2011: Hij gelooft in mij
- 2011: Vijf jaar
- 2020: Stil in mij (Josylvio & Do, NL: Gold)